# Port lotniczy South West Bay
Port lotniczy South West Bay (IATA: SWJ, ICAO: NVSX) – port lotniczy położony w miejscowości South West Bay, na wyspie Malekula (Vanuatu).